# Cochlostoma gracile
Cochlostoma gracile is een slakkensoort uit de familie van de Megalomastomatidae. De wetenschappelijke naam van de soort is voor het eerst geldig gepubliceerd in 1849 door L. Pfeiffer.